# Montaggio delle attrazioni
Il montaggio delle attrazioni è una teoria formulata dal regista russo Sergej Michajlovič Ėjzenštejn nel 1924. 

## Teoria
Secondo tale teoria il cinema e il teatro dovrebbero essere utilizzati come strumenti volti a stimolare particolari reazioni emotive nello spettatore. Per raggiungere tale scopo è necessario realizzare un montaggio cinematografico che si svincoli dal mero naturalismo per comprendere elementi eterogenei.
Il concetto di "attrazione" risulta quindi fondamentale per catturare l'attenzione del pubblico, che deve essere sempre spinto alla riflessione intellettuale. Il regista attuerà la prima applicazione pratica di tale teoria nel film Sciopero! (1924) in cui è rappresentato attraverso spezzoni brevissimi e spesso incomprensibili, il caos della lotta e della rivoluzione.